# Atrofie

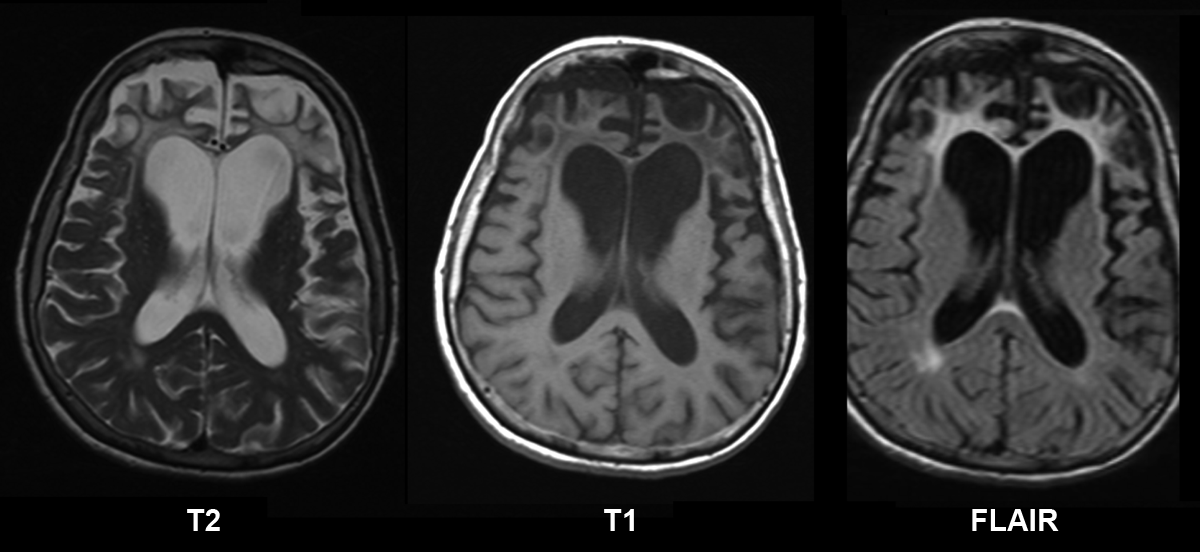
Obraz z MRI pacienta s atrofií mozku při Pickově chorobě

Atrofie je regresivní změna postihující normálně vyvinutý orgán nebo tkáň. Právě důraz na to, že je postižen normálně vyvinutý orgán, odlišuje atrofii od nedostatečného vývinu orgánu (hypoplazie). Při atrofii vlastně dochází k úbytku živé tkáně. V rámci orgánu může atrofie postihovat jak orgán jako celek, tak i jednotlivé buněčné typy. Z hlediska celého orgánu dochází při atrofii k tomu, že se zvyšuje relativní podíl vazivového stromatu a orgán postižený atrofií se tak jeví jako tužší, než kdyby byl zdravý.

## Rozdělení

### Prostá atrofie
Při prosté atrofii dochází ke zmenšování objemu buněk, jejich počet se však nesnižuje. Buňky zmenšují svůj objem a objevují se poměrně typické histologické změny – především dochází ke smršťování jádra (tzv. pyknóza jádra) a mění se barvitelnost cytoplazmy. V buňce se snižují zásoby tuku a glykogenu. Pokud je atrofie výraznější, dochází i ke snížení funkce buňky.
Některé buňky mohou obsahovat větší množství tzv. pigmentu z opotřebení, lipofuscinu. Při zmenšování objemu buňky zdánlivě narůstá obsah lipofuscinu, ve skutečnosti se pouze zvyšuje jeho koncentrace. Atrofovaný orgán, jehož buňky obsahují větší množství lipofuscinu, bude zabarven hnědě – hovoří se o hnědé atrofii (lat. atrophia fusca). Hnědá atrofie se objevuje především u svalů a jater.

### Numerická atrofie
Numerická atrofie je stavem, kdy buněčná populace ubývá. Mnohdy se týká tkání s výraznější obměnou buněk, kdy je narušena rovnováha mezi novotvorbou a zánikem buněk. Numerická atrofie postihuje zejména kůži, kostní dřeň a pohlavní žlázy. Jednou z forem numerické atrofie, která postihuje i kostní tkáň, je osteoporóza.

## Sekundární změny
Na atrofii mohou poměrně často navazovat další (druhotné, sekundární) reakce organizmu, popřípadě se může sám chorobný proces, který je příčinou atrofie, dále rozvíjet. Podle charakteru změn se pak hovoří o několika typech atrofie:
- degenerativní atrofie – hrubší regresivní změny
- zánětlivá atrofie – atrofii doprovází zánět
- skleróza – zánět vedl ke zvýšené novotvorbě vaziva v atrofujícím orgánu
- kompenzační hypertrofie – tkáň nezasažená atrofií zvětšuje svůj objem a přejímá funkci poškozených okrsků
- vakátní bujení – atrofovaná tkáň je nahrazována tukovou tkání (časté u atrofie ledvin v důsledku aterosklerózy ledvinných tepen)
- lipomatózní pseudohypertrofie – tkáň je prakticky celá nahrazena tukovou tkání, objem orgánu se jeví větší než orgánu zdravého (např. postižení lýtkových svalů u nemocných s DMD)

## Příčiny

### Inaniční atrofie
Postihuje různou měrou prakticky všechny orgány. Její příčinou je nedostatečný přívod živin nebo jejich nedostatečné využití. Pokročilou formou inaniční atrofie je kachexie.

### Fyziologická atrofie
Týká se orgánů, jejichž funkce zcela fyziologicky v určitém věku ustává. Typicky dochází během puberty k atrofii brzlíku, po klimaktériu dochází u žen k atrofii dělohy, vaječníků a mléčné žlázy.

### Vaskulární atrofie
Dochází-li k postupnému a pozvolnému uzávěru přívodných tepen, tkáň neodumírá, ale atrofuje a částečně se adaptuje na nízký přísun kyslíku a živin. Obvykle bývají takto postiženy ledviny při ateroskleróze ledvinných tepen nebo dolní končetiny (viditelné je zejména postižení kůže, postiženy jsou však i svaly) při ischemické chorobě dolních končetin.

### Tlaková atrofie
Dlouhodobý tlak na tkáň vede jednak k omezení přísunu krve a jednak přímo negativně působí na tkáň. Poškození může být tak velké, že dojde k nekróze (typickým příkladem tlakové nekrózy je decubitus – proleženina). Tlaková atrofie nejčastěji postihuje kosti, žlázy a ledviny. V případě kostí jde obvykle o dlouhodobý tlak expandujícího procesu v blízkosti kosti (aneurysma, nádor), hovoří se o usuře nebo též usuraci kosti. V případě postižení žláz jde obvykle o ucpání vývodného kanálku žlázy a následné hromadění sekretu v dutině žlázy. Vyšší tlak vede k atrofii vlastní žlázy, vzniklý útvar se označuje pojmem retenční cysta. Obdobným způsobem jako žláza může být postižena i ledvina v případě, že vázne odtok moči nebo dochází při močení k návratu močí z močového měchýře do močovodu (tzv. vezikkoureterální reflux).

### Iradiační atrofie
Je následkem ozařování, které nebylo tak intenzivní, aby vyvolalo nekrózu. Častěji se objevuje spíše po opakovaném ozařování nízkými dávkami. Dříve byla iradiační atrofie kůže na rukou častou chorobou radiologů, dnes je iradiační atrofie spíše negativním doprovodem radioterapie. Postižena bývá zejména kůže v místě vstupu paprsků, ale postiženy mohou být jakékoliv ozářené tkáně, zejména pokud se vyznačují vyšší mitotickou aktivitou.

### Atrofie z inaktivity
Při omezení činnosti orgánu dochází mnohdy i k jeho atrofii. Typickým příkladem je atrofie svalů při znehybnění. Podobně může docházet i k atrofii kostí. Nejčastěji z inaktivity čelistí bez zubů, žlázy z ucpání vývodu.

### Neurogenní atrofie

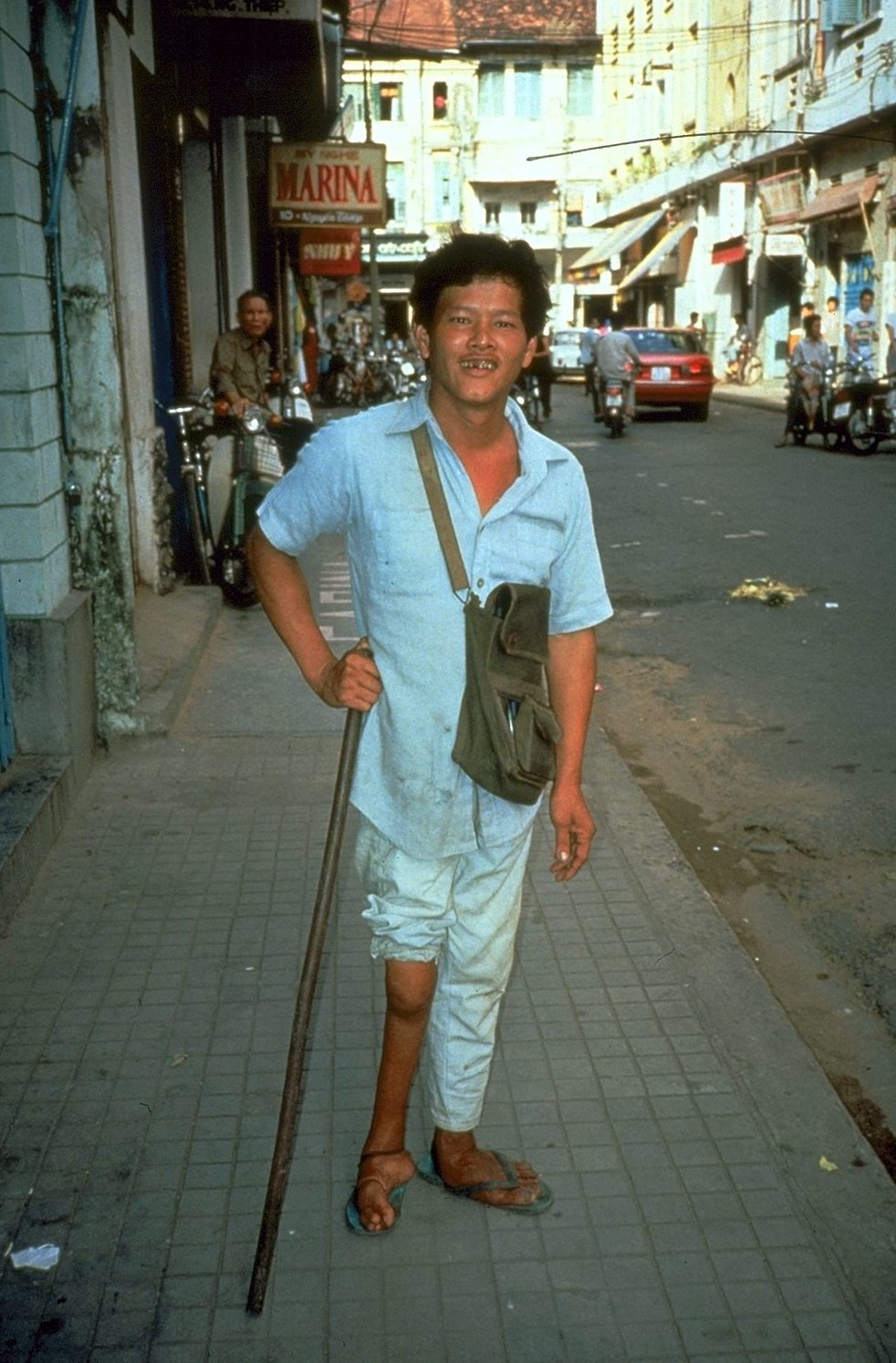
Atrofie jako následek dětské obrny

Je-li porušena inervace svalu, dochází u něj k atrofii z inaktivity. Při poruše inervace však dochází k výraznější svalové atrofii, než k jaké by došlo při pouhém znehybnění.
Jiným typem neurogenní atrofie je atrofické postižení kloubů při tabes dorsalis (tzv. Charcotův kloub). Porušená funkce senzitivní inervace zde nejspíš vede k chybnému zatěžování kloubu.